# Scott Thunes
Scott Carter Thunes, noto come Scott Thunes (Los Angeles, 20 gennaio 1960), è un bassista statunitense.
È noto per avere suonato con Frank Zappa.
Nel 1981, all'età di 21 anni, entra nel gruppo di Frank Zappa, e ci rimane fino al 1988, suonando su dischi come The Man from Utopia, Them or Us e Ship Arriving Too Late to Save a Drowning Witch.
In seguito suonerà con Dweezil Zappa, Mike Keneally, Steve Vai, Andy Prieboy, Wayne Kramer, i Fear, i The Waterboys e altri.
Attualmente non suona più da professionista. Vive nel sud della California con la moglie Georgia e i figli Hazle Nova e Virgil Mars.

## Discografia

### Con Frank Zappa
- Ship Arriving Too Late to Save a Drowning Witch - 1982
- The Man from Utopia - 1983
- Them or Us - 1984
- Thing-Fish - 1984
- Frank Zappa Meets the Mothers of Prevention - 1985
- Jazz from Hell - 1986
- Guitar - 1988

### Con Dweezil Zappa
- Confessions - 1991
- Automatic - 2000

### Con Z (Ahmet Zappa e Dweezil Zappa)
- Shampoohorn - 1994 (versione europea)